# تغییر پاتا
تغییر پاتا (به لاتین: Taghir Pata) یک منطقهٔ مسکونی در افغانستان است که در ولایت بلخ واقع شده‌است.